# Ole Johan Aas
Ole Johan Aas (Eidsberg, 9 luglio 1986) è un allenatore di calcio, ex giocatore di calcio a 5 ed ex calciatore norvegese, di ruolo centrocampista.

## Carriera
Aas ha giocato per quasi l'intera carriera da calciatore attivo con la maglia del Mysen, per cui ha debuttato in prima squadra all'età di 15 anni. Nel 2006 è stato in forza all'Årvoll. L'anno seguente ha fatto ritorno al Mysen.
Ha giocato nella Futsal Eliteserie 2008-2009, con l'Harstad. Per quanto concerne l'attività calcistica, ha continuato a giocare nel Mysen fino al campionato 2011. Ritiratosi dall'attività agonistica, nel 2012 ha effettuato però un ritorno sui campi da gioco.
Sempre dal 2011, Aas è stato allenatore del Mysen, fino all'anno seguente. Nel 2013 è stato nominato nuovo tecnico dell'Ullern. Ha ricoperto questo incarico fino al 15 novembre 2018, quando le parti hanno scelto consensualmente di separare le proprie strade.
Il 19 novembre 2018 è infatti stato nominato nuovo allenatore del Lyn, compagine femminile militante nella Toppserien: l'accordo sarebbe stato valido a partire dal campionato 2019.
Il 22 dicembre 2019, il Lyn ha reso noto che Aas sarebbe stato allenatore del Lyn anche per il campionato 2020. Il 2 novembre 2020, il Lyn ha ufficializzato la decisione di non rinnovare il contratto di Aas.